# Color Humano

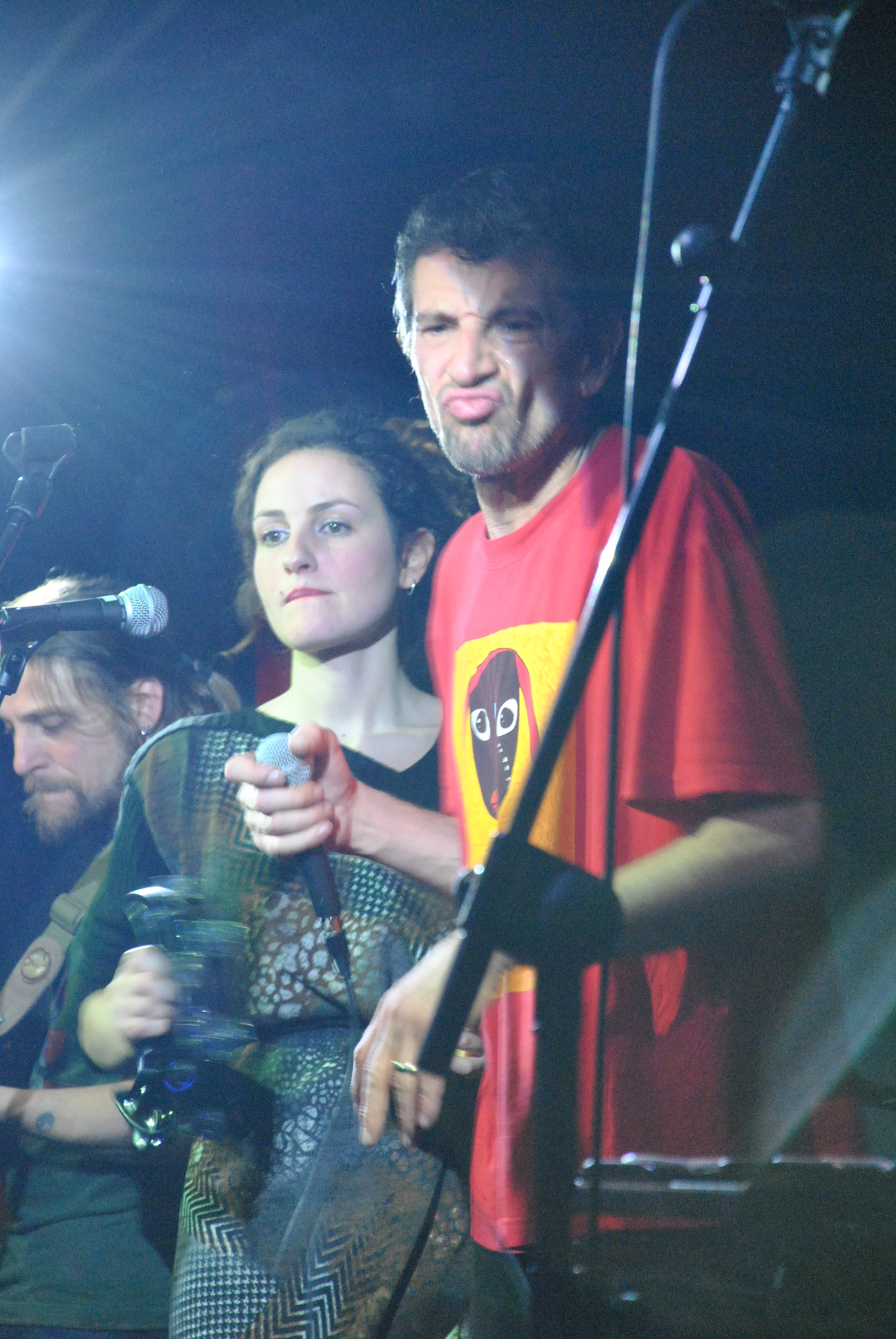
Francisco Guisado "Rubio", Aurora Alifuoco, José Capel "ElKapel"

Color Humano va ser un grup de rock mestís format al 1994 al CSO Moskova de París. El 1995 es van establir a Barcelona. Color Humano va fer molts concerts als circuits alternatius, així com gires per Europa i Mèxic. Entre 1995 i 1999 van enregistrar 3 àlbums i, després d'una pausa del 2003 al 2009, van enregistrar el seu quart àlbum al 2010: Madibá. Una de les característiques del grup va ser la diversitat instrumental que li va donar els seus set músics (bateria, baix elèctric, percussió, harmònica, guitarra i dugues veus); quatre francesos, un andalús, un català i una napolitana. Les seves influències van ser la música llatina, la fusió amb el flamenc, el punk, el rock i també el reggae.

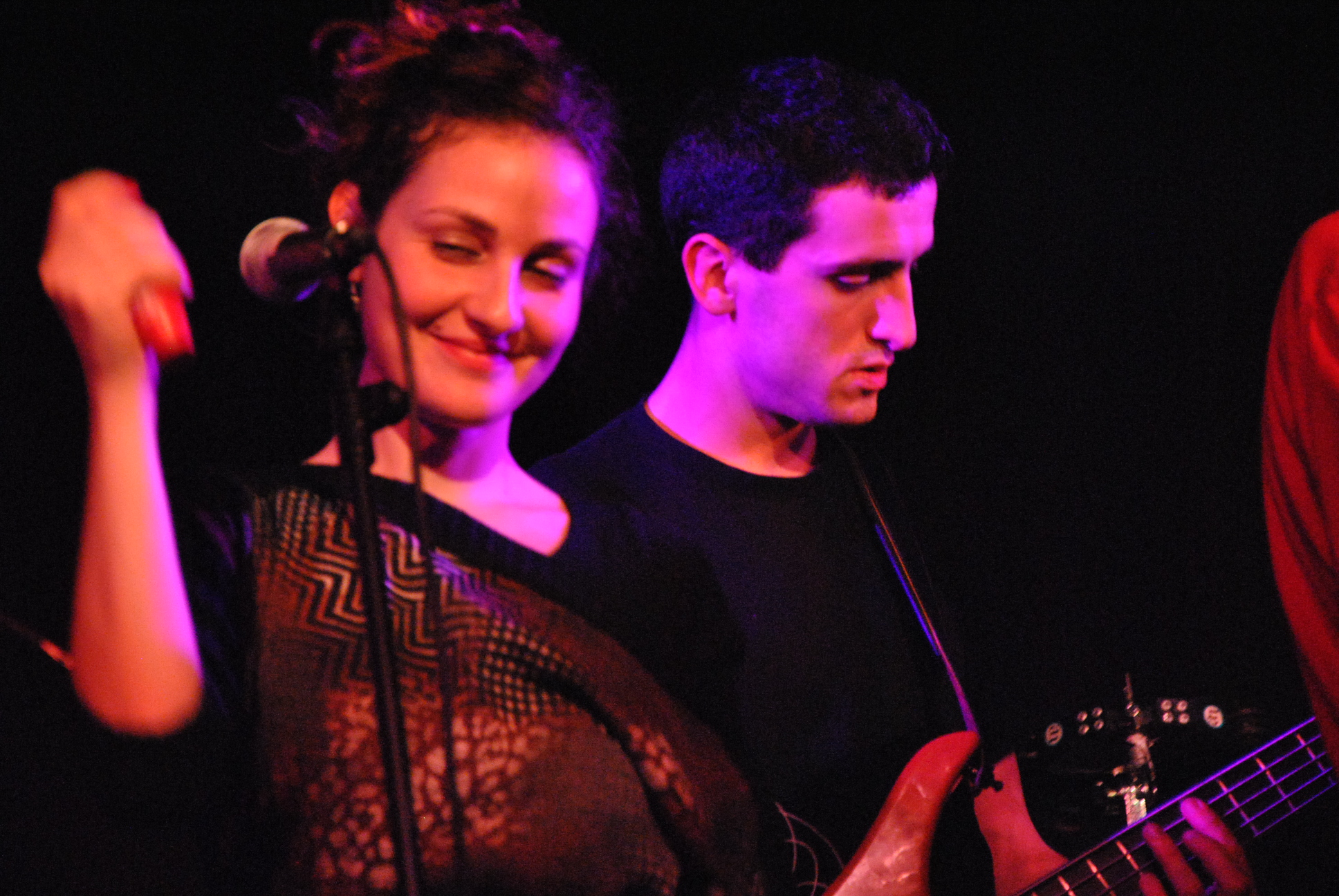
Aurora Alifuoco, Fran Martinez Diez

## Músics
- José Capel "ElKapel": veu/guitarra
- Stéphane Laidet "Farmo": harmònica
- Francisco Guisado "Rubio": guitarres
- Franck Fiedler "Kyfpercu": percussió

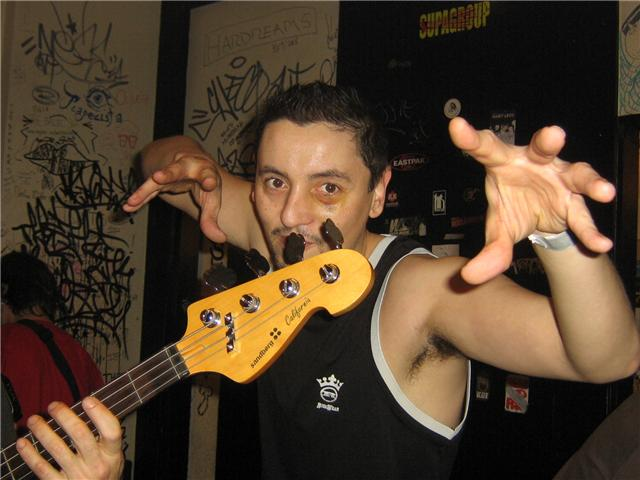
Franck Fiedler "Kyfpercu"

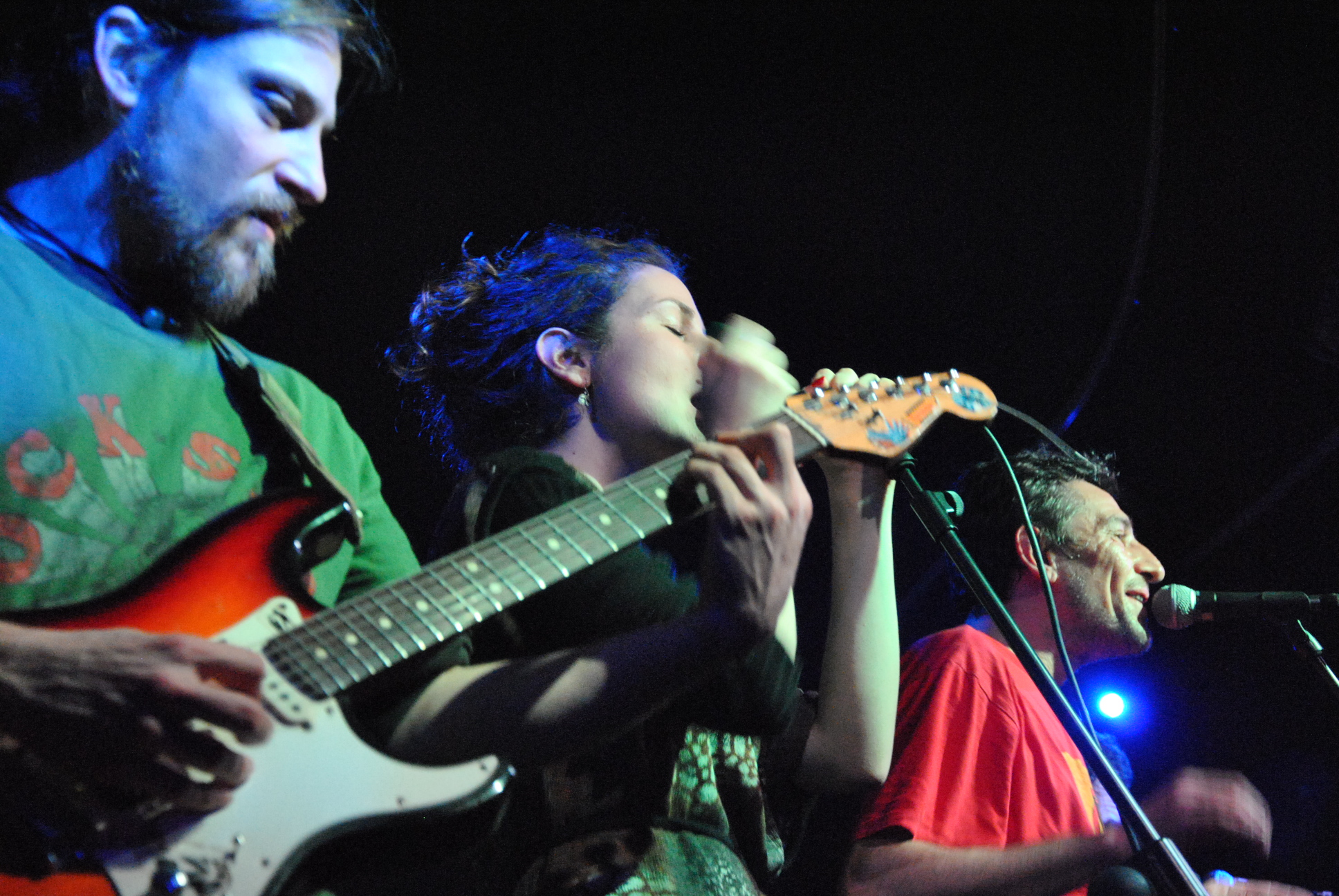
Francisco Guisado "Rubio", Aurora Alifuoco, José Capel "ElKapel"

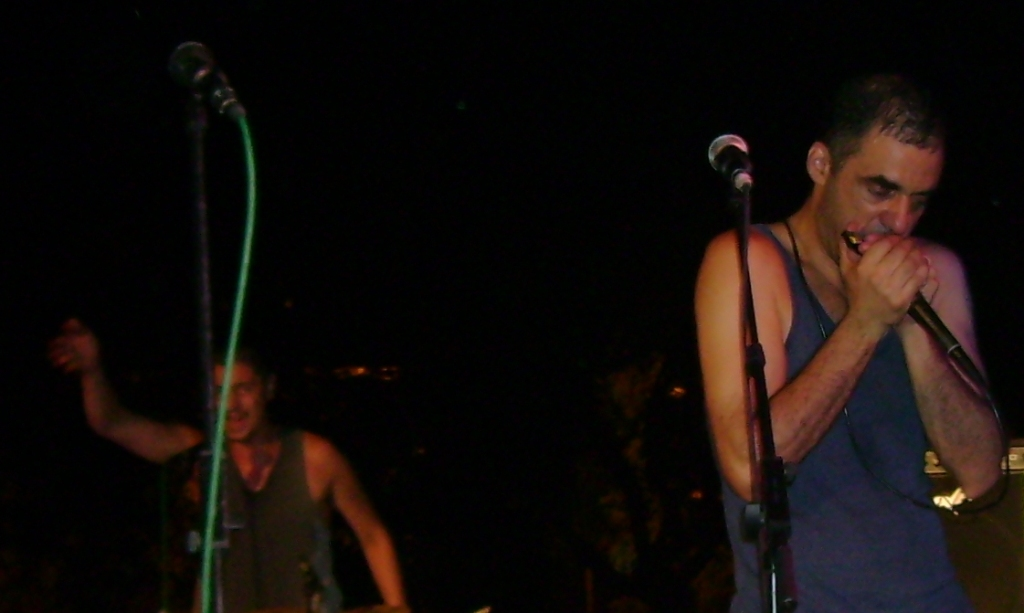
Franck Fiedler "Kyfpercu", Stéphane Laidet "Farmo"

- Pascal Leblond: bateria
- Aurora Alifuoco: cors
- Fran Martinez Diez: baix

## Discografia

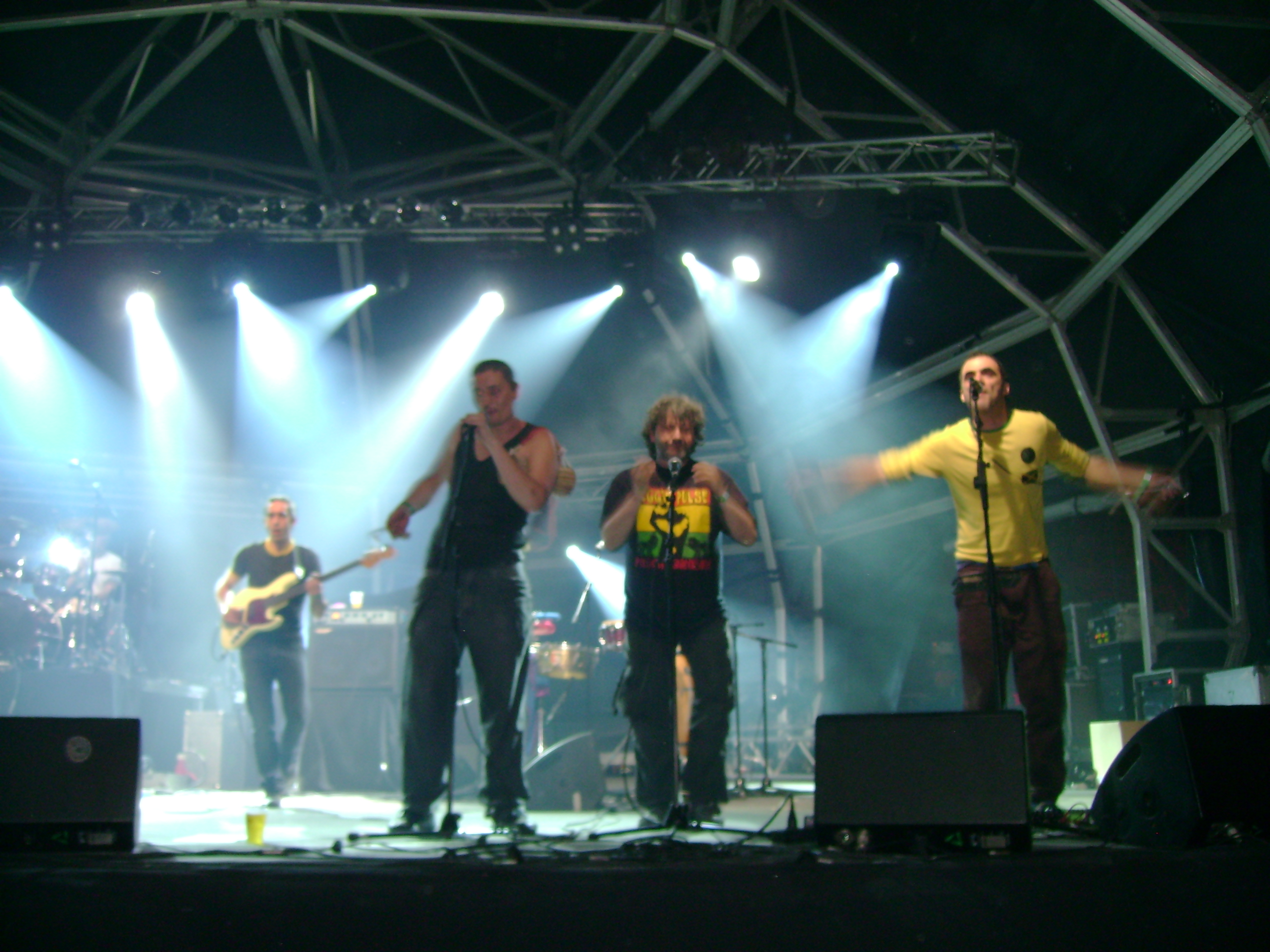
Franck Fiedler "Kyfpercu", Philippe "Cascas" Mossiman invité, Stéphane Laidet "Farmo"

- Moscowa libre (1995)
- Hambre de vida (1997)
- Burundanga (1999)
- Madibá (2010)[1]

## Col·laboracions més destacades
- Para Todos Todo Nada Para Nosotros (1997 Gridalo Forte Records – Compilation)
- Radical Mestizo (1999 Revelde Discos – Compilation)
- Fuerza Vol.1 (2000 Virgin – Compilation)
- Lumbalú: Me Voy con el Gusto (2001 Ventilador Music – Album)
- Visca la Vida: 10 anys Hace Color (2008 – Compilation)
- Bongo Botrako: Todos Los Días Sale El Sol (2010 Kasba Music – Album)
- Lucha Amada - Musika Rebelde (2011 - Double Compilation)

## Desambiguació
Hi ha un altre grup amb el mateix nom, argentí, dels anys 70.

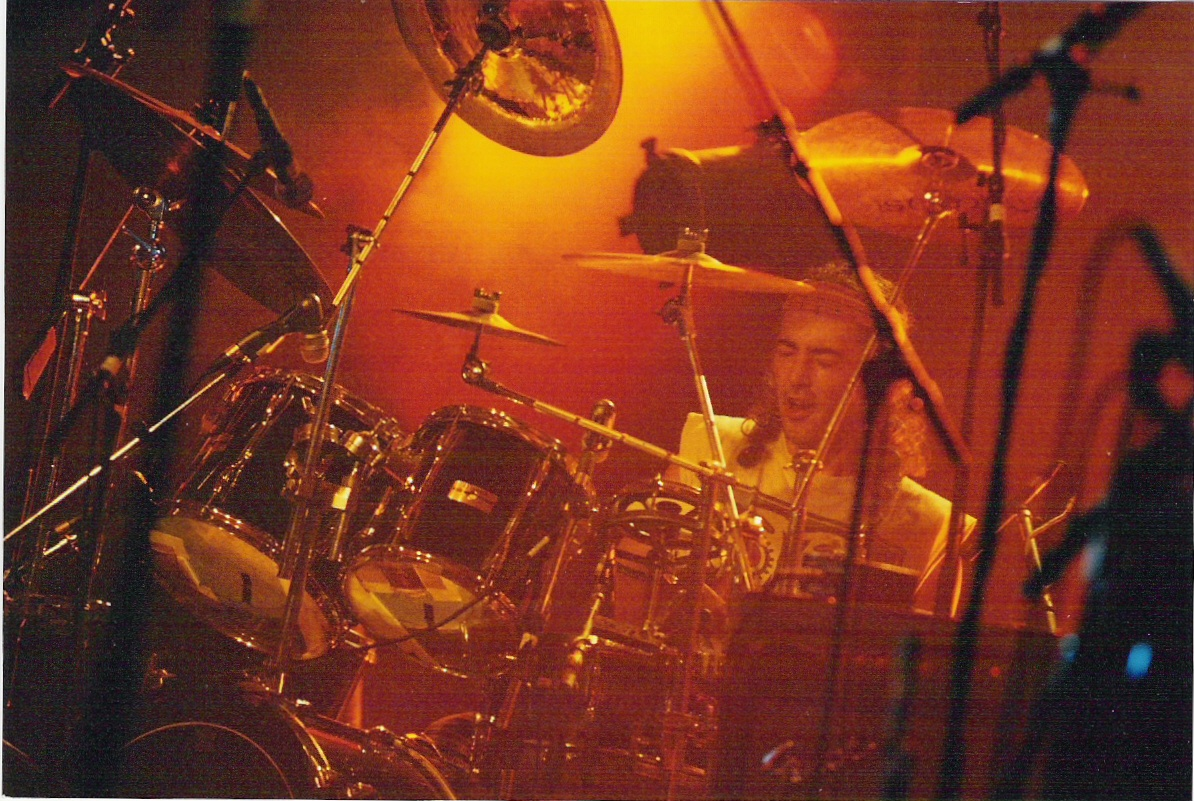
Pascal Leblond